# Cynamon

Laseczki cynamonu

Cynamon – przyprawa kuchenna otrzymywana z wysuszonej kory cynamonowca.
Występuje w dwóch postaciach: starty na proszek lub w niewielkich kawałkach zwiniętych w rulonik. Cynamon ma kolor rdzawy, a dzięki wysokiej zawartości aldehydu cynamonowego i innych lotnych związków organicznych ma charakterystyczny, słodkawo-korzenny, lekko piekący smak i silny aromat.

## Zastosowanie
- Cynamon korzystnie wpływa na trawienie i oddychanie, działa antyseptycznie i grzybobójczo. Używany jest do przyprawiania potraw słodkich z ryżu, pieczonych jabłek, wina grzanego i ponczu. Niewielkie ilości cynamonu służą do aromatyzowania gulaszu, baraniny, gotowanych ryb i szynki. Cynamon zawiera pewną ilość kumaryny, substancji podejrzewanej o toksyczny wpływ na nerki i wątrobę człowieka, przy nadmiernym spożyciu[2].
- Olejek cynamonowy ma działanie antyseptyczne, w związku z tym był stosowany jako składnik leków na choroby zakaźne, w tym dżumę[1].
- Proszek cynamonu jest jednym z najlepszych źródeł tanin[3].

## Rodzaje cynamonu
Rodzaj cynamonowiec obejmuje około 250 gatunków drzew i dużych krzewów, uprawianych w całej strefie klimatu subtropikalnego. Najbardziej znani przedstawiciele rodzaju to cynamonowiec cejloński (Cinnamomum verum) i cynamonowiec wonny, inaczej kasja (C. cassia). Najbardziej ceniony cynamon otrzymuje się z cynamonowca cejlońskiego. Te otrzymywane z innych gatunków są rzadko importowane do Europy i mają znaczenie tylko dla kuchni regionalnej. Rzadko stosowany jest cynamon sajgoński (z cynamonowca sajgońskiego C. lourierii) o bardzo ostrym aromacie, stosowany raczej do wyrobu olejku; cynamon Padang (z cynamonowca jawajskiego C. burmanii) o delikatnym aromacie i ostrym smaku, stosowany głównie na rynku amerykańskim. Czasami w postaci „cynamonu” opisywane są produkty z roślin innego rodzaju („cynamon z Batawii”,  ze strączyńca i „cynamon biały” z korzybiela).
Porównanie cynamonu cejlońskiego i wonnego (kasja);
Najwyżej ceniony cynamon cejloński bywa fałszowany cynamonem kasji. Oba te gatunki różnią się następującymi cechami:
- wygląd laski: paski cynamonu kasja skręcają się jednostronnie  tworząc pojedyncze rurki o średnicy 1–3 cm, a paski kory cynamonu cejlońskiego zwijają się dwustronnie, tworząc „dwururkę”; dwururkę tworzy też cynamon Padang, ale jego paski są grubsze niż cynamon cejloński – osiągają od 0,6 do 3,2 mm grubości, podczas gdy grubość cynamonu cejlońskiego wynosi od 0,3 do 1 mm[4];
- kolor zmielonej kory: cynamon kasja ma ciemny kolor, podbarwiony na rdzawo lub czerwono, a cynamon cejloński ma barwę jasną, żółtobrązową (kolor zależny jest od sortu przyprawy)[1];
- smak przyprawy: cynamon kasja ma nieprzyjemny, piekący i cierpki smak, a cynamon cejloński ma delikatny, słodkawo-korzenny smak, lekko piekący, z możliwą lekko cytrusową nutą;
- mielenie laski: cynamon kasja mieli się bardzo ciężko, ponieważ ma grubą i twardą korę, natomiast cynamon cejloński mieli się szybko i łatwo, ze względu na ich kruchość.

Innym sposobem jest test jodyny. Sproszkowany cynamon poddaje się działaniu roztworu jodyny. Jeśli jest to cynamon chiński, mieszanina powinna zabarwić się na głęboki niebieski kolor, natomiast jeśli jest to cynamon cejloński, reakcja powinna być znikoma.

## Historia
Cynamon znany jest od czasów starożytnych i był używany w Starożytnym Egipcie w procesie mumifikacji. Wzmianki o nim można znaleźć w Piśmie Świętym (Księga Wyjścia), w dziełach Herodota, lekarzy arabsko-muzułmańskich i autorów epoki klasycznej.

## Produkcja
Sri Lanka jest głównym producentem cynamonu właściwego, podczas gdy kasja jest produkowana głównie w Chinach i Indonezji.
| Państwo                           | Produkcja (w tonach) | % produkcji światowej |
| --------------------------------- | -------------------- | --------------------- |
| Chiny                             | 47 000               | 44%                   |
| Indonezja                         | 39 000               | 37%                   |
| Sri Lanka                         | 12 200               | 11%                   |
| Wietnam                           | 6000                 | 6%                    |
| Madagaskar                        | 1500                 | 1%                    |
| Seszele                           | 230                  | 0%                    |
| Timor Wschodni                    | 75                   | 0%                    |
| Dominika                          | 55                   | 0%                    |
| Grenada                           | 50                   | 0%                    |
| Wyspy Świętego Tomasza i Książęca | 30                   | 0%                    |
| Total                             | 106 140              | 100%                  |